# Cäsareanischer Texttyp
Der cäsareanische Texttyp, oder Gamma-Text, ist einer von mehreren Texttypen des Neuen Testaments, zwischen denen die neutestamentliche Textkritik unterscheidet. Er ist in den alten syrischen Übersetzungen aus dem Griechischen die vorherrschende Textform, ebenso in Zitaten bestimmter christlicher Autoren des 3. und 4. Jahrhunderts, darunter Origenes, Eusebius und Kyrill von Jerusalem.

## Handschriften des cäsareanischen Texttyps
Die wichtigsten Handschriften
| Zeichen                            | Name                                                 | Datum                               | Inhalt                 |
| Θ (038)                            | Codex Koridethi                                      | 9. Jahrhundert                      | Evangelium nach Markus |
| W (032)                            | Codex Washingtonianus                                | 5. Jahrhundert                      | Markus 5,31–16,20      |
| {\displaystyle {\mathfrak {P}}}42  | Papyrus 42                                           | 7. oder 8. Jahrhundert              | Fragmente Lukas 1–2    |
| 28                                 | Minuskel 28                                          | 11. Jahrhundert                     | Markus                 |
| 565                                | Minuskel 565                                         | 9. Jahrhundert                      | Evangelien             |
| 700                                | Minuskel 700                                         | 11. Jahrhundert                     | Evangelien             |
| 1 und Familie {\displaystyle f}1   | Minuskel 1, Minuskel 118, 131, 209                   | 12. Jahrhundert 11.–15. Jahrhundert | nur Evangelien         |
| 13 und Familie {\displaystyle f}13 | Minuskel 13, Minuskel 69, Minuskel 124, Minuskel 346 | 13. Jahrhundert 11.–15. Jahrhundert | Evangelien             |

Weitere Handschriften
- Papyri: {\displaystyle {\mathfrak {P}}}29, {\displaystyle {\mathfrak {P}}}38, {\displaystyle {\mathfrak {P}}}41, {\displaystyle {\mathfrak {P}}}48
- Unzialhandschriften: Unzial 0177, Unzial 0188
- Minuskelhandschriften:  174, 1424 (nur in Markus), 1071, 1275, 1604, 2437

## Bibliographie
- Burnett Hillman Streeter: The Four Gospels. A study of origins. Treating of the manuscript traditions, sources, authorship, & dates. Macmillan, Oxford 1924, S. 77–107.
- Bruce M. Metzger: The Caesarean Text of the Gospels. In: Journal of Biblical Literature. Bd. 64, Nr. 4, 1945, S. 457–489, doi:10.2307/3262276.
- Bruce M. Metzger, Bart D. Ehrman: The Text of the New Testament. Its Transmission, Corruption, and Restoration. 4th edition. Oxford University Press, New York NY u. a. 2005, ISBN 0-19-507297-9, S. 310–312.